# Яхмос-Меритамон
Яхмос-Меритамон или Яхмос-Меритамун („Дете на Луната, любима на Амон“) е принцеса, дъщеря на фараона Яхмос I и Яхмос Нефертари, и става съпруга на своя брат Аменхотеп I, фараон на Древен Египет от Осемнадесета династия.
Нейни останки са открити в Деир ел-Бахри, където тя е била преповита и препогребана от жреци, които са намерили гробницата ѝ ограбена от разбойници. Изглежда, че е починала в началото на тридесетте, вероятно страдайки от артрит или сколиоза.
Варовикова статуя на тази царица е открита от Джовани Белзони, докато работи в Карнак през 1817 г.
Нейни титли са: Велика Царска съпруга, Царска дъщеря, Царска сестра, и Съпруга на Бог.